# Gaëtan Haas
Gaëtan Haas (* 31. Januar 1992 in Biel/Bienne) ist ein Schweizer Eishockeyspieler, der seit Juli 2021 erneut beim EHC Biel aus der Schweizer National League unter Vertrag steht und dort auf der Position des Centers spielt.

## Karriere
Haas spielte zunächst Inlinehockey und erlernte Eishockey in der Jugendabteilung des EHC Biel. Während der Saison 2009/10 kam er in der Männermannschaft des Vereins zu ersten Einsätzen in der National League A (NLA) und etablierte sich in den folgenden Jahren als Stammspieler.
Im November 2016 gab der SC Bern bekannt, Haas beginnend der Saison 2017/18 für drei Spielzeiten verpflichtet zu haben. In der Sommerpause 2019 nutzte Haas eine Klausel in seinem Vertrag, um Bern zu verlassen und einen Einjahresvertrag der Edmonton Oilers aus der National Hockey League (NHL) anzunehmen. Anfang Oktober 2019 debütierte er schliesslich für die Oilers in der NHL. Nach zwei Jahren in Edmonton kehrte Haas im Juni 2021 zum EHC Biel zurück.

### International
Haas trug das Nationaltrikot seines Heimatlandes in den Altersstufen U16, U17, U18, U19 und U20 und vertrat die Schweiz auch bei Junioren-WM-Turnieren. Zum Deutschland Cup 2014 wurde er erstmals ins Aufgebot der A-Nationalmannschaft berufen. 2016 absolvierte er seine erste Weltmeisterschaft mit den Eisgenossen. Haas holte zweimal Silber mit der Nationalmannschaft. 

## Erfolge und Auszeichnungen
- 2018 Silbermedaille bei der Weltmeisterschaft
- 2019 Schweizer Meister mit dem SC Bern
- 2023 Schweizer Vizemeister mit dem EHC Biel
- 2024 Silbermedaille bei der Weltmeisterschaft

## Karrierestatistik
Stand: Ende der Saison 2024/25

### International
Vertrat die Schweiz bei:
| - U18-Junioren-Weltmeisterschaft 2009 - U18-Junioren-Weltmeisterschaft 2010 - U20-Junioren-Weltmeisterschaft 2011 - U20-Junioren-Weltmeisterschaft 2012 - Weltmeisterschaft 2016 - Weltmeisterschaft 2017 | - Olympischen Winterspielen 2018 - Weltmeisterschaft 2018 - Weltmeisterschaft 2019 - Olympischen Winterspielen 2022 - Weltmeisterschaft 2023 - Weltmeisterschaft 2024 |

(Legende zur Spielerstatistik: Sp oder GP = absolvierte Spiele; T oder G = erzielte Tore; V oder A = erzielte Assists; Pkt oder Pts = erzielte Scorerpunkte; SM oder PIM = erhaltene Strafminuten; +/− = Plus/Minus-Bilanz; PP = erzielte Überzahltore; SH = erzielte Unterzahltore; GW = erzielte Siegtore; 1 Play-downs/Relegation; Kursiv: Statistik nicht vollständig)